# Fiat-Varesina-Breda
Fiat–Varesina–Breda je označení pro italský trolejbus, který byl v několika kusech v provozu také v Československu.

## Konstrukce
Vozy Fiat–Varesina–Breda patří k několika typům kořistních trolejbusů, které se po druhé světové válce objevily v provozu na území dnešního Česka, konkrétně v Mostě a Litvínově. Vozy vyrobené v letech 1939 a 1941 byly v provozu původně v Miláně, po válce byly rekonstruovány v plzeňské Škodě a jako takzvaný „Typ III“ byly zařazeny do provozu právě v Mostě a Litvínově.
Fiat–Varesina–Breda je třínápravový trolejbus podvozkové konstrukce se dvěma hnacími nápravami. Sedačky v interiéru byly umístěny příčně (v přední části vozu) i podélně (v zadní části). Vstup do vozu zajišťovaly dvoje čtyřkřídlé skládací dveře v pravé bočnici.
Na výrobě těchto trolejbusů se podílelo několik firem: Fiat (u některých vozů pravděpodobně Alfa Romeo) vyrobil podvozky, společnost Varesina dodala karoserie a elektrická výzbroj pochází z firmy Breda.

## Provoz
| Současný stát | Město           | Článek | Typ                 | Roky dodávek | Počet vozů | Evidenční čísla při dodání | Poznámky                   | Zdroj |
| ------------- | --------------- | ------ | ------------------- | ------------ | ---------- | -------------------------- | -------------------------- | ----- |
| Česko         | Most – Litvínov | článek | Fiat–Varesina–Breda | 1946 – 1947  | 6 kusů     | 106 – 111                  | původně v provozu v Miláně |       |

Poslední vůz byl vyřazen v roce 1957.